# Mirjam Pinkhof
Mirjam Pinkhof-Waterman (Loosdrecht, 5 december 1916 – Haifa, 16 februari 2011) was een Nederlandse onderwijzeres en verzetsstrijdster uit de Tweede Wereldoorlog. Zij was van Joodse afkomst en emigreerde na de oorlog naar Israël.
Mirjam Pinkhof-Waterman groeide op op de boerderij van haar ouders in Loosdrecht. Haar ouders waren niet-religieuze Joden en pacifist. Na de lagere school en de HBS in Hilversum ging ze naar de Kweekschool en werd onderwijzeres op de "Werkplaats", de school van Kees en Betty Boeke in Bilthoven die uitging van humanistische en pacifistische idealen.
De school ving voor de oorlog veel Duits-Joodse vluchtelingen op en door de bezetting kwamen die in de knel. Pinkhof werd lid van de Zionistische Beweging en ontmoette Menachem Pinkhof, een van de groepsleiders van de vluchtelingengroep, met wie ze later trouwde. Toen de Joodse kinderen van de normale scholen werden verbannen door de Duitsers openden Mirjam en Menachem een Joodse school in het huis van haar ouders. Toen begin augustus 1942 deportatie dreigde sloot ze zich aan bij de "Groep Westerweel", geleid door verzetsstrijder Joop Westerweel, die het leven redde van 320 van de 821 van deze Zionistische Jonge Pioniers. Zeventig van hen werden via Frankrijk naar Spanje gesmokkeld en wisten nog voor het einde van de oorlog het toenmalige Palestina te bereiken.
Pinkhof en haar man waren gedwongen om gedurende hun activiteiten zelf steeds op verschillende onderduikadressen te verblijven, maar werden uiteindelijk in 1944 door verraad opgepakt. Via het doorgangskamp Westerbork werden ze gedeporteerd naar het concentratiekamp Bergen-Belsen. Vandaar kwamen zij terecht in het verloren transport. Zij overleefden beiden en werden in april 1945 bevrijd door de Russen bij een dorpje aan de Elbe in het oosten van Duitsland. Na terugkeer in Nederland trouwden ze en waren ze actief in de heroprichting van de zionistische pioniersorganisatie. In 1946, kort na de geboorte van hun eerste kind, emigreerden ze naar Israël. Mirjam is jarenlang werkzaam geweest als lerares voor dove en slechthorende kinderen. Daarna wijdde ze zich aan de voorbereiding en opbouw van een Nederlands archief en een permanente tentoonstelling over de Nederlandse Joden in het museum van de gettostrijders (Ghetto Fighters' House) in het noorden van Israel. Deze tentoonstelling werd in 1996 door de Nederlandse ambassadeur geopend.
Mirjam en Menachem Pinkhof kregen drie kinderen. Een van hen is de Israëlische hoogleraar mathematica en computerwetenschappen Yehuda Afek.
In 1995 vertelde Mirjam Pinkhof-Waterman haar levensverhaal aan het USC Shoah Foundation Institute, opgericht in 1994 door Steven Spielberg. Haar verhaal is opgenomen in de collectie Tweeduizend Getuigen Vertellen van het Joods Historisch Museum.
- Gemeinsame Normdatei: 1186852119
- International Standard Name Identifier: 0000 0003 8927 0471
- Library of Congress Control Number: nr99030516
- Nederlandse Thesaurus van Auteursnamen: 171421094
- Virtual International Authority File: 282669653
- WorldCat: E39PBJxCCtpkqhQM8bY4Rqr8YP